# 新巴塞爾資本協定
新巴塞爾資本協定（英文簡稱Basel II），是由國際清算銀行下的巴塞爾銀行監理委員會（BCBS）所促成，內容針對1988年的舊巴塞爾資本協定（Basel I）做了大幅修改，以期標準化國際上的風險控管制度，提升國際金融服務的風險控管能力。

## 簡史
為強化國際型銀行體系的穩定，避免因各國資本需求不同所造成不公平競爭之情形，國際清算銀行下的巴塞爾銀行監理委員會，於1988年公佈以規範信用風險為主的跨國規範，稱為巴塞爾資本協定。然而 Basel I 未涵蓋信用風險以外的其他風險，而信用風險權數級距區分過於粗略，扭曲銀行風險全貌，加上法定資本套利（regulatory capital arbitrage）的盛行，以及近幾年大型銀行規模及複雜度的增加，也都突顯 Basel I 的不足。
1996年的修正案將市場風險納入資本需求的計算，於次年底開始實施。
1999年6月，巴塞爾銀行監理委員會公佈了新的資本適足比率架構（A New Capital Adequacy Framework）諮詢文件，對 Basel I 做了大量修改。
2001年1月公佈新巴塞爾資本協定草案，修正之前的信用風險評估標準，加入了作業風險的參數，將三種風險納入銀行資本計提考量，以期規範國際型銀行風險承擔能力。
2004年6月正式定案，並希望在2006年年底以前，大多數的國家都能採用此架構。

## 三大支柱
新巴塞爾資本協定強調的三大支柱：

1.最低資本適足要求（Minimum Capital Requirements）
其中信用風險資本計提包括：
- 標準法
- 基礎內部評等法
- 進階內部評等法

2.監察審理程序（Supervisory Review Process）

3.市場制約機能，即市場自律（Market Discipline）

## 目標
新巴塞爾資本協定主要的目標如下：
- 增進金融體系的安全與穩健
- 強調公平競爭
- 採用更完備的方法來因應風險
- 資本適足要求的計算方法，能與銀行業務活動保持適當的敏感度
- 以國際性的大型銀行為重點，但也適用其他各類銀行

## 另見
- 作業風險
- 巴塞爾協議
- 巴塞爾協議III

## 外部連結
- 新巴塞爾資本協定全文中文版-行政院金融監督管理委員會 （页面存档备份，存于）
- Basel II Portal for Asia-Pacific Region
- Bank for International Settlements （页面存档备份，存于）.
- Basel II: Revised international capital framework (BCBS) （页面存档备份，存于）
- Basel II: International Convergence of Capital Measurement and Capital Standards: a Revised Framework (BCBS) （页面存档备份，存于）